# Санкт-Петербург-Фінляндський
Санкт-Петербург-Фінляндський — залізнична станція Жовтневої залізниці Російських залізниць у Санкт-Петербурзі, Росія, що здійснює відправлення потягів у західному напрямку, включаючи Гельсінкі та Виборг.

## Потяги та напрямки
Потяги з Гельсінкі прибувають на станцію, крім транзитного поїзда до Москви через Санкт-Петербург-Ладозький. Станція також є частиною високошвидкісної залізничної лінії між Санкт-Петербургом і Гельсінкі.
Одним з найбільш «молодих» міжнародних маршрутів радянського періоду, запущений 1974 року, це був денний потяг «Репін» сполученням Ленінград — Гельсінкі. Потяг відправлявся від Фінляндського вокзалу і долав маршрут руху довжиною близько 450 км за шість годин. З відкриттям кордонів та збільшенням пасажиропотоку, у травні 1992 року на лінію Гельсінкі — Санкт-Петербург вийшов фінський «колега» «Рєпіна» — фірмовий потяг формування фінських залізниць «Сибеліус». Обидва потяги курсували до кінця 2010 року, на заміну яких призначений швидкісний потяг «Allegro».

## Швидкісні потяги
| №                                  | Назва потяга                         | Напрямок  | Оператор          |
| ---------------------------------- | ------------------------------------ | --------- | ----------------- |
| 781/782, 783/784, 785/786, 787/788 | Allegro (фін. Allegro, рос. Аллегро) | Гельсінкі | / Karelian Trains |

## Пересадки на громадський транспорт
- Метро «Площа Леніна»
- автобуси: 1М, 1Ма, 28, 37, 49, 106, 107, 133, К30, К32, К107, К137, К152, К177, К183, К191, К212, К254, К258, К262, К367, К400, К530
- трамваї: 6, 20, 23, 30, 38
- тролейбуси: 3, 8, 38, 43